# 日利納車站

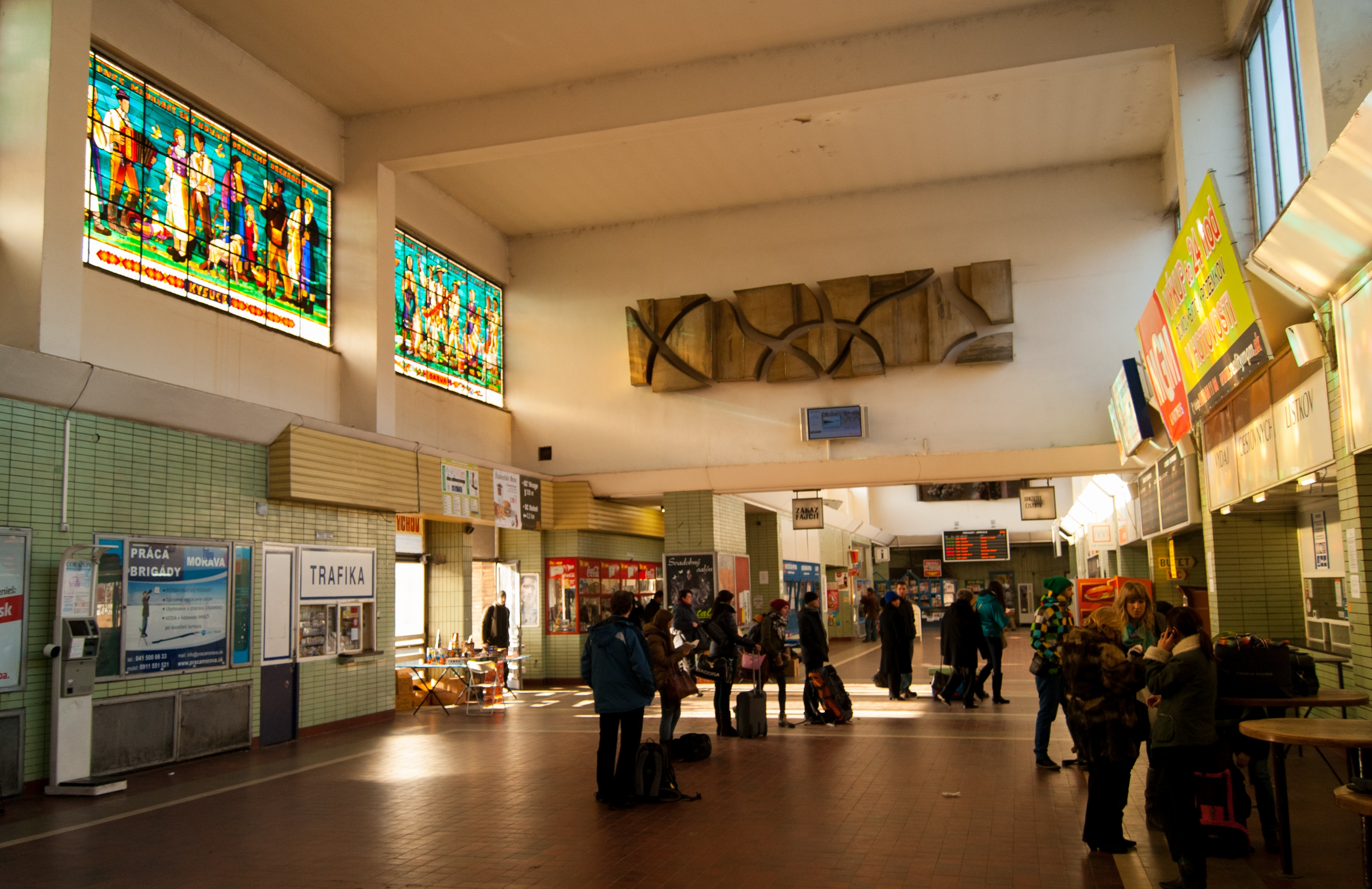
車站大廳

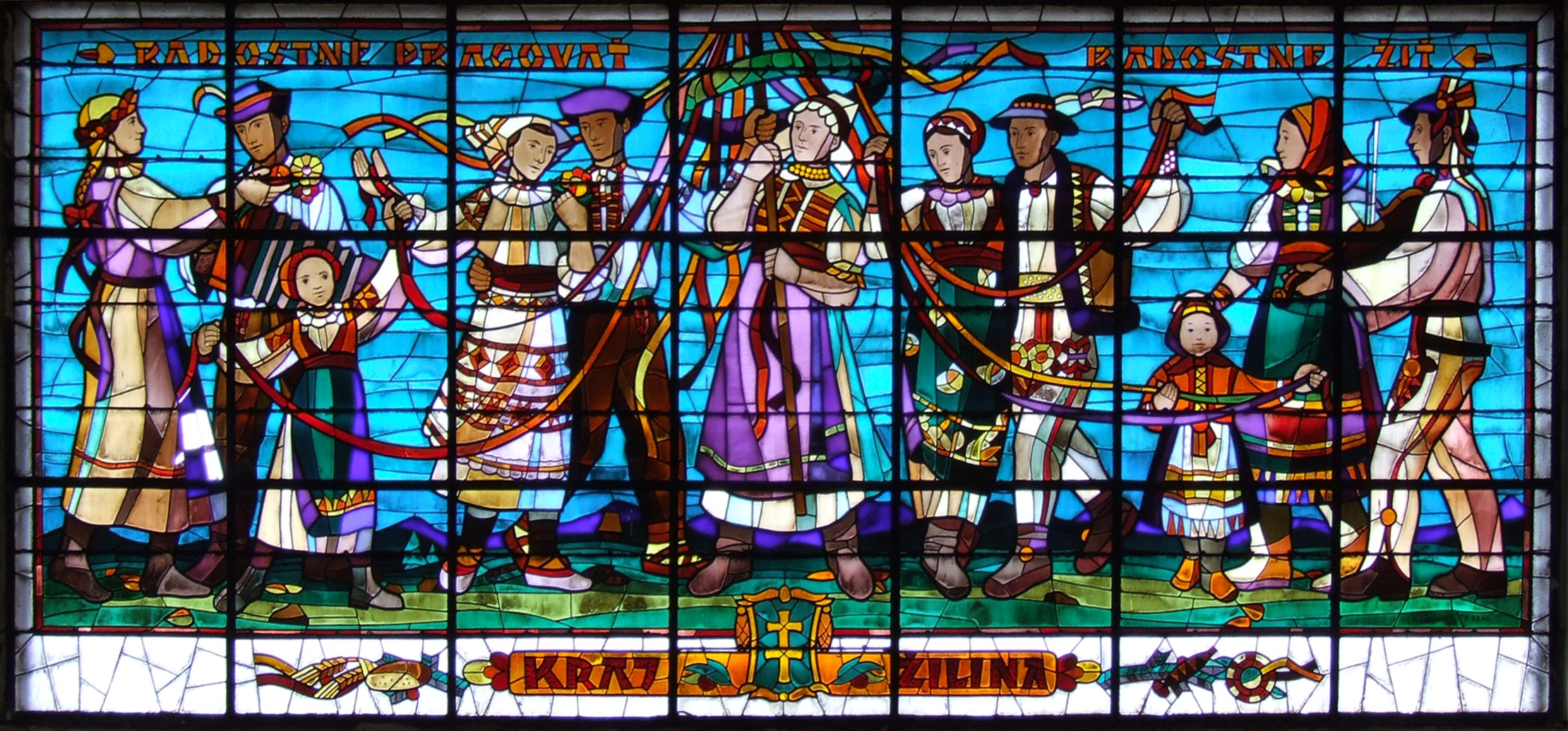
車站內的彩色玻璃花窗

日利納車站為斯洛伐克北部日利納州首府日利納的主要鐵路車站。該車站於1871年啟用，是布拉迪斯拉發-日利納鐵路和科希策-日利納鐵路之間的重要鐵路樞紐。